# Корды
Корды (бел. Карды) — деревня в Жабинковском районе Брестской области Белоруссии. Входит в состав Кривлянского сельсовета. Население — 37 человек (2019).

## География
Корды находятся в 7 км к северо-востоку от Жабинки. Местные дороги ведут в окрестные деревни Матеевичи и Бояры. Местность принадлежит бассейну Вислы, по западной окраине деревни проходит канал Палахва со стоком в реку Мухавец. Ближайшая ж/д платформа в деревне Матеевичи (линия Брест — Барановичи).

## История
Первое письменное упоминание о деревне относятся к 1811 году, когда здесь существовало имение, поделенное между несколькими родами. В XIX веке здесь был выстроен деревянный усадебным дом, который окружал небольшой пейзажный парк с прудом.
Согласно Рижскому мирному договору (1921) деревня вошла в состав межвоенной Польши, где принадлежала Кобринскому повету Полесского воеводства. С 1939 года — в составе БССР.
В послевоенное время усадебный дом был разрушен, сохранились лишь фрагменты парка.

## Население
- 1999 год — 47 человек;
- 2009 год — 38 человек;
- 2019 год — 37 человек[1].

## Достопримечательности
- Фрагменты парка бывшей дворянской усадьбы
- Памятник комсомольцам, расстрелянным фашистами в Великую Отечественную войну. В 1985 году установлена стела[6]